# Liverpool FC 2002/2003
Liverpool FC misslyckades att bygga vidare på sin starka form säsongen 2001/02, vilket ledde till ett ordentligt bakslag och miss av UEFA Champions League i säsongens sista omgång. Under säsongens mitt hade Liverpool en period på tretton raka ligamatcher utan seger, vilket omöjliggjorde en jakt på ligatiteln. Säsongens höjdpunkt var segern i Ligacupen, efter att ha besegrat Manchester United med 2-0 i finalen.

## Premier League

### Matcher
- Aston Villa-Liverpool 0-1
- 0-1 John Arne Riise (47)

- Liverpool-Southampton 3-0
- 1-0 El-Hadji Diouf (3)
- 2-0 El-Hadji Diouf (51)
- 3-0 Danny Murphy (90 str)

- Blackburn-Liverpool 2-2
- 1-0 David Dunn (16)
- 1-1 Danny Murphy (31)
- 1-2 John Arne Riise (77)
- 2-2 Corrado Grabbi (83)

- Liverpool-Newcastle 2-2
- 1-0 Dietmar Hamann (53)
- 2-0 Michael Owen (73 str)
- 2-1 Gary Speed (80)
- 2-2 Alan Shearer (88)

- Liverpool-Birmingham 2-2
- 1-0 Danny Murphy (25)
- 2-0 Steven Gerrard (49)
- 2-1 Clinton Morrison (61)
- 2-2 Clinton Morrison (90)

- Bolton-Liverpool 2-3
- 0-1 Milan Baroš (45)
- 1-1 Ricardo Gardner (54)
- 1-2 Milan Baroš (72)
- 2-2 Ivan Campo (87)
- 2-3 Emile Heskey (88)

- Liverpool-West Bromwich 2-0
- 1-0 Milan Baroš (56)
- 2-0 John Arne Riise (90)

- Man City-Liverpool 0-3
- 0-1 Michael Owen (4)
- 0-2 Michael Owen (64)
- 0-3 Michael Owen (89)

- Liverpool-Chelsea 1-0
- 1-0 Michael Owen (90)

- Leeds United-Liverpool 0-1
- 0-1 Salif Diao (66)

- Liverpool-Tottenham 2-1
- 1-0 Danny Murphy (72)
- 1-1 Dean Richards (82)
- 2-1 Michael Owen (85 str)

- Liverpool-West Ham 2-0
- 1-0 Michael Owen (28)
- 2-0 Michael Owen (55)

- Middlesbrough-Liverpool 1-0
- 1-0 Gareth Southgate (82)

- Liverpool-Sunderland 0-0

- Fulham-Liverpool 3-2
- 1-0 Facundo Sava (5)
- 2-0 Sean Davis (38)
- 2-1 Dietmar Hamann (62)
- 3-1 Facundo Sava (68)
- 3-2 Milan Baroš (86)

- Liverpool-Man United 1-2
- 0-1 Diego Forlán (64)
- 0-2 Diego Forlán (67)
- 1-2 Sami Hyypiä (82)

- Charlton-Liverpool 2-0
- 1-0 Jason Euell (36)
- 2-0 Paul Konchesky (78)

- Sunderland-Liverpool 2-1
- 1-0 Gavin McCann (36)
- 1-1 Milan Baroš (68)
- 2-1 Michael Proctor (85)

- Liverpool-Everton 0-0

- Liverpool-Blackburn 1-1
- 1-0 John Arne Riise (17)
- 1-1 Andy Cole (77)

- Arsenal-Liverpool 1-1
- 0-1 Danny Murphy (70 str)
- 1-1 Thierry Henry (77 str)

- Newcastle-Liverpool 1-0
- 1-0 Laurent Robert (13)

- Liverpool-Aston Villa 1-1
- 1-0 Michael Owen (38)
- 1-1 Dion Dublin (49 str)

- Southampton-Liverpool 0-1
- 0-1 Emile Heskey (14)

- Liverpool-Arsenal 2-2
- 0-1 Robert Pirès (9)
- 1-1 John Arne Riise (52)
- 1-2 Dennis Bergkamp (63)
- 2-2 Emile Heskey (90)

- West Ham-Liverpool 0-3
- 0-1 Milan Baroš (7)
- 0-2 Steven Gerrard (9)
- 0-3 Emile Heskey (67)

- Liverpool-Middlesbrough 1-1
- 0-1 Geremi (38)
- 1-1 John Arne Riise (74)

- Birmingham-Liverpool 2-1
- 1-0 Stephen Clemence (34)
- 2-0 Clinton Morrison (68)
- 2-1 Michael Owen (77)

- Liverpool-Bolton 2-0
- 1-0 El-Hadji Diouf (44)
- 2-0 Michael Owen (67)

- Tottenham-Liverpool 2-3
- 1-0 Mauricio Taricco (49)
- 1-1 Michael Owen (51)
- 1-2 Emile Heskey (72)
- 1-3 Steven Gerrard (82)
- 2-3 Teddy Sheringham (87)

- Liverpool-Leeds United 3-1
- 1-0 Michael Owen (12)
- 2-0 Danny Murphy (20)
- 2-1 Mark Viduka (44)
- 3-1 Steven Gerrard (73)

- Man United-Liverpool 4-0
- 1-0 Ruud van Nistelrooy (5 str)
- 2-0 Ruud van Nistelrooy (65 pen)
- 3-0 Ryan Giggs (78)
- 4-0 Ole Gunnar Solskjær (90)

- Liverpool-Fulham 2-0
- 1-0 Emile Heskey (36)
- 2-0 Michael Owen (59)

- Everton-Liverpool 1-2
- 0-1 Michael Owen (31)
- 0-2 Danny Murphy (54)
- 1-2 David Unsworth (58 str)

- Liverpool-Charlton 2-1
- 0-1 Shaun Bartlett (47)
- 1-1 Sami Hyypiä (86)
- 2-1 Steven Gerrard (90)

- West Bromwich-Liverpool 0-6
- 0-1 Michael Owen (15)
- 0-2 Milan Baroš (47)
- 0-3 Michael Owen (49)
- 0-4 Michael Owen (61)
- 0-5 Michael Owen (67)
- 0-6 Milan Baroš (84)

- Liverpool-Man City 1-2
- 1-0 Milan Baroš (59)
- 1-1 Nicolas Anelka (74 str)
- 1-2 Nicolas Anelka (90)

- Chelsea-Liverpool 2-1
- 0-1 Sami Hyypiä (11)
- 1-1 Marcel Desailly (14)
- 2-1 Jesper Grønkjær (27)